# أوك أيلاند (كارولاينا الشمالية)
أوك أيلاند (بالإنجليزية: Oak Island, North Carolina)‏ هي بلدة أمريكية تقع في الولايات المتحدة في مقاطعة برونزويك، كارولاينا الشمالية. يقدر عدد سكانها بـ 6,783 نسمة ومساحتها 51.6 كم2 ووترتفع عن سطح البحر 4.27 متر.

## التركيبة السكانية
حدّد مكتب تعداد الولايات المتحدة بيانات التركيبة السكانية لأوك أيلاند في تعداد الولايات المتحدة. في ما يلي، التركيبة السكانية حسب تعدادي 2000 و2010.

### تعداد عام 2000
بلغ عدد سكان أوك أيلاند 6,571 نسمة بحسب تعداد عام 2000، وبلغ عدد الأسر 3,076 أسرة وعدد العائلات 2,102 عائلة مقيمة في البلدة. في حين سجلت الكثافة السكانية 123 نسمة لكل كيلومتر مربع (318.6/ميل2). وبلغ عدد الوحدات السكنية 6,651 وحدة بمتوسط كثافة قدره 124.5 لكل كيلومتر مربع (322.5/ميل2).
وتوزع التركيب العرقي للبلدة بنسبة 98.01% من البيض و0.43% من الأمريكيين الأفارقة و0.47% من الأمريكيين الأصليين و0.15% من الأمريكيين ذوي الأصول الآسيوية و0.18% من الأعراق الأخرى و0.76% من عرقين مختلطين أو أكثر و0.75% من الهسبانيون أو اللاتينيون من أي عرق.
بلغ عدد الأسر 3,076 أسرة كانت نسبة 20.4% منها لديها أطفال تحت سن الثامنة عشر تعيش معهم، وبلغت نسبة الأزواج القاطنين مع بعضهم البعض 59.4% من أصل المجموع الكلي للأسر، ونسبة 6.4% من الأسر كان لديها معيلات من الإناث دون وجود شريك،  بينما كانت نسبة 2.6% من الأسر لديها معيلون من الذكور دون وجود شريكة وكانت نسبة 31.7% من غير العائلات. تألفت نسبة 25.3% من أصل جميع الأسر من عدة أفراد يعيشون في نفس المنزل ونسبة 9.9% كانت تتألف من شخص يعيش بمفرده يبلغ من العمر 65 عاماً أو أكثر. وبلغ متوسط حجم الأسرة المعيشية 2.14، أما متوسط حجم العائلات فبلغ 2.51.
بلغ العمر الوسطي للسكان 49.2 عاماً. وكانت نسبة 15% من القاطنين تحت سن الثامنة عشر، وكانت نسبة 5.3% بين الثامنة عشر والرابعة والعشرين عاماً، ونسبة 22.3% كانت واقعةً في الفئة العمرية ما بين الخامسة والعشرين والرابعة والأربعين عاماً، ونسبة 36.4% كانت ما بين الخامسة والأربعين والرابعة والستين، ونسبة 21% كانت ضمن فئة الخامسة والستين عاماً فما فوق. يوجد لكل 100 أنثى 95.2 ذكر، ويوجد لكل 100 أنثى في الثامنة عشر من عمرها فما فوق 93.5 ذكر.
بلغ متوسط دخل الأسرة في البلدة 40,496 دولارًا، أما متوسط دخل العائلة فبلغ 48,775 دولارًا. وكان متوسط دخل الذكور 30,656 دولارًا مقابل 24,759 دولارًا للإناث. وسجل دخل الفرد الخاص بالبلدة 23,964 دولارًا. وكانت نسبة 4.8% من العائلات ونسبة 8% من السكان تحت خط الفقر، وكان من هؤلاء نسبة 10.1% تحت سن الثامنة عشر ونسبة 6.9% في الخامسة والستين من العمر وما فوق.

### تعداد عام 2010
بلغ عدد سكان أوك أيلاند 6,783 نسمة بحسب تعداد عام 2010، وبلغ عدد الأسر 3,223 أسرة وعدد العائلات 2,055 عائلة مقيمة في البلدة. في حين سجلت الكثافة السكانية 127 نسمة لكل كيلومتر مربع (328.9/ميل2). وبلغ عدد الوحدات السكنية 8,686 وحدة بمتوسط كثافة قدره 162.6 لكل كيلومتر مربع (421.1/ميل2).
وتوزع التركيب العرقي للبلدة بنسبة 96.71% من البيض و0.65% من الأمريكيين الأفارقة و0.60% من الأمريكيين الأصليين و0.28% من الأمريكيين ذوي الأصول الآسيوية و0.03% من سكان جزر المحيط الهادئ و0.56% من الأعراق الأخرى و1.16% من عرقين مختلطين أو أكثر و1.42% من الهسبانيون أو اللاتينيون من أي عرق.
بلغ عدد الأسر 3,223 أسرة كانت نسبة 17.5% منها لديها أطفال تحت سن الثامنة عشر تعيش معهم، وبلغت نسبة الأزواج القاطنين مع بعضهم البعض 52.2% من أصل المجموع الكلي للأسر، ونسبة 7.7% من الأسر كان لديها معيلات من الإناث دون وجود شريك،  بينما كانت نسبة 3.8% من الأسر لديها معيلون من الذكور دون وجود شريكة وكانت نسبة 36.2% من غير العائلات. تألفت نسبة 29.2% من أصل جميع الأسر من عدة أفراد يعيشون في نفس المنزل ونسبة 12.6% كانت تتألف من شخص يعيش بمفرده يبلغ من العمر 65 عاماً أو أكثر. وبلغ متوسط حجم الأسرة المعيشية 2.10، أما متوسط حجم العائلات فبلغ 2.55.
بلغ العمر الوسطي للسكان 52.6 عاماً. وكانت نسبة 13.8% من القاطنين تحت سن الثامنة عشر، وكانت نسبة 5.6% بين الثامنة عشر والرابعة والعشرين عاماً، ونسبة 18.7% كانت واقعةً في الفئة العمرية ما بين الخامسة والعشرين والرابعة والأربعين عاماً، ونسبة 37.3% كانت ما بين الخامسة والأربعين والرابعة والستين، ونسبة 24.5% كانت ضمن فئة الخامسة والستين عاماً فما فوق. وتوزع التركيب الجنسي للسكان بنسبة 49.1% ذكور و50.9% إناث.